# Fernando Hierro
Fernando Ruiz Hierro (Vélez-Málaga, 23 marzo 1968) è un dirigente sportivo, allenatore di calcio ed ex calciatore spagnolo, di ruolo centrocampista o difensore, direttore sportivo dell'Al-Nassr.
Considerato uno dei difensori più forti della sua generazione, ha legato il suo nome soprattutto al Real Madrid, del quale è stato giocatore per quattordici anni e con il quale ha vinto 3 UEFA Champions League e 2 Coppe Intercontinentali oltre a 5 campionati spagnoli.

## Carriera

### Giocatore

#### Club

##### Esordi
Nato a Vélez-Málaga, iniziò a giocare a calcio nel Vélez-Málaga ed ebbe un trascorso molto breve nelle giovanili del Malaga. Passato a vestire la maglia del Real Valladolid nel 1986 su consiglio del fratello Manolo Hierro, all'epoca calciatore del cub castigliano, iniziò a giocare nel settore giovanile della squadra, prima di esordire, il 4 ottobre 1987, in Primera División in una partita contro l'Espanyol. Nel 1989 disputò la finale di Coppa del Re contro il Real Madrid.

##### Real Madrid
Dopo due ottime stagioni al Real Valladolid, il 4 luglio 1989 fu acquistato proprio dal Real Madrid.
Gli allenatori del club madrileno lo schierarono come centrocampista, ruolo che Hierro mantenne fino alla stagione 1991-1992 in cui, con l'allenatore Radomir Antić, passò a ricoprire il ruolo di mezzapunta, ottenendo ottimi risultati in termini realizzativi, prima di passare a ricoprire il ruolo di difensore nella stagione 1994-1995. Anche in questa veste Hierro si confermò giocatore con il fiuto del gol (da quel momento il massimo di reti segnate lo stabilì nel 1995-1996, con 9 gol in 40 presenze) e formò per anni una validissima coppia di centrali di difesa con Manolo Sanchís.
Con il club madrileno vinse tre UEFA Champions League, due Coppe Intercontinentali, una Supercoppa europea, cinque campionati di Primera División spagnola, una Coppa del Re e tre Supercoppe di Spagna.
Il 24 marzo 2001 raggiunse quota 100 gol con la maglia del Real Madrid, di cui fu un pilastro titolare e con cui tagliò il traguardo delle 400 presenze in campionato. Dopo il ritiro di Sanchís dall'attività agonistica, dal 2001-2002 fu capitano della compagine madrilena. Nella stessa stagione fu oggetto di critiche dai media a causa della lentezza nel gioco e degli errori difensivi, polemiche che portarono a voci di calciomercato riguardanti un'imminente cessione del difensore. Il 24 marzo 2002 segnò una tripletta nella partita interna del Real Madrid contro il Real Saragozza (3-1), in una stagione conclusasi con la vittoria del campionato da parte del Valencia.
Al termine della stagione 2002-2003, trentacinquenne, lasciò il Real Madrid insieme a Vicente del Bosque, con un bilancio finale di 579 presenze (di cui 439 in campionato) e ben 124 gol (di cui 102 in campionato). Circa cento sostenitori della squadra si radunarono presso lo stadio Santiago Bernabéu al fine di protestare con il club per la decisione di privarsi del calciatore e dell'allenatore.

##### Al-Rayyan e Bolton
Nel 2003, dopo quattordici stagioni al Real Madrid, andò a giocare in Qatar, all'Al-Rayyan. Dopo aver giocato con i qatarioti per una sola stagione con risultati modesti, decise di accettare il trasferimento nella Premier League, andando a giocare con il Bolton, anche su consiglio di Steve McManaman, suo ex compagno al Real Madrid. Con il suo connazionale Iván Campo formò una coppia di difensori centrali spagnoli molto ben affiatata, ma Hierro, ormai trentasettenne, decise di ritirarsi dall'attività agonistica il 10 maggio 2005, malgrado le insistenze dell'allenatore Sam Allardyce e dei tifosi, che gli chiedevano di proseguire per un'altra stagione.

#### Nazionale
Con la nazionale spagnola Under-21 conta 5 presenze.
Con la nazionale maggiore spagnola ha giocato 89 partite e ha realizzato 29 gol, score che lo inserisce al quinto posto nella classifica dei marcatori di tutti i tempi delle Furie rosse, primo tra i non attaccanti. Esordisce con la Spagna in amichevole contro la Polonia (0-0) nel settembre 1989. La sua prima rete arriva nel rotondo 9-0 contro l'Albania del dicembre 1990: è suo il gol del 4-0 momentaneo, realizzato al trentasettesimo minuto di gioco.
Ha partecipato ai campionati del mondo del 1990, 1994, 1998 e 2002 e ai campionati europei del 1996 e 2000. Dal 1998 è stato il capitano della selezione iberica. Ha smesso di giocare in nazionale nel 2002, dopo la spedizione in Corea del Sud e Giappone; la sua ultima partita è stata infatti, la disfatta ai quarti di finale contro la Corea del Sud, partita persa ai rigori (3-5).

### Dirigente
Dopo circa due stagioni, al suo ritiro dall'attività agonista, il 24 giugno 2007 ritorna al Real Madrid entrano nello staff tecnico, voluto dal presidente Ramón Calderón.
Il 25 settembre firma un accordo con la federazione spagnola per ricoprire il ruolo di direttore sportivo e consigliere della guida tecnica. Tra le sue mansioni rientra anche il ruolo di osservatore a favore delle rappresentative nazionali giovanili spagnole. L’8 aprile 2011 si dimette dall’incarico.
Il 14 luglio firma un accordo di quattro anni con la nuova dirigenza del Málaga per il ruolo di direttore generale. Il 29 maggio 2012, con la squadra arrivata quarta in campionato e a meno di un anno dal suo insediamento, lascia per attriti con i proprietari della società.
Il 23 novembre 2017 ritorna come direttore sportivo della federazione spagnola.

### Allenatore

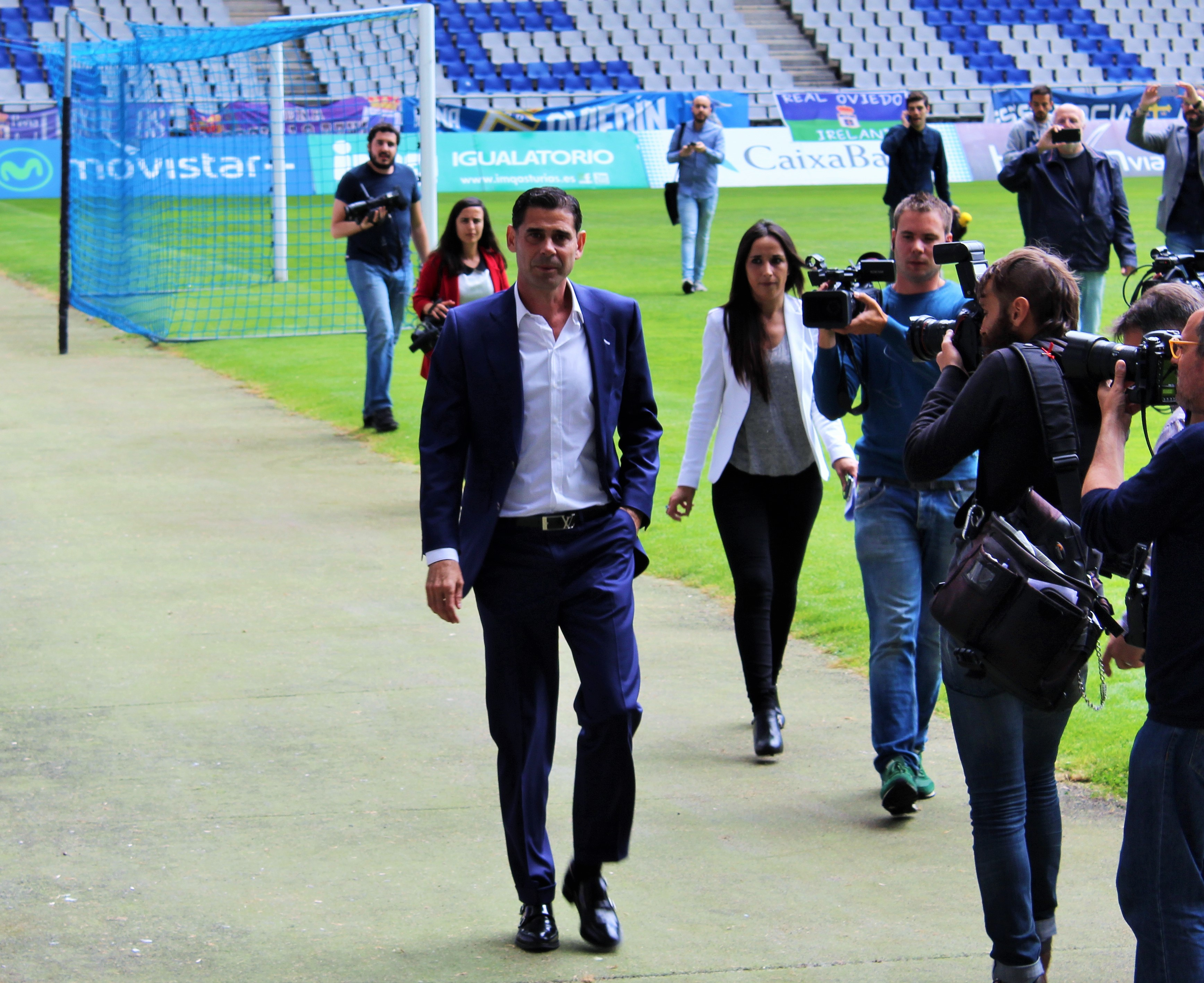
Hierro il giorno della presentazione al Real Oviedo

Il 10 luglio 2014 entra nello staff del Real Madrid come vice di Carlo Ancelotti, in sostituzione di Zinédine Zidane, passato alla guida del Real Madrid Castilla. Il 25 maggio 2015 lascia l’incarico in concomitanza all’esonero di Ancelotti.
L'8 giugno 2016 diventa il nuovo allenatore del Real Oviedo, squadra della seconda divisione spagnola, firmando un contratto annuale con opzione per il secondo. Viene eliminato al secondo turno della Coppa del Re dal UCAM Murcia per 4-3. Arriva all'ottavo posto in campionato. Il 13 giugno 2017 lascia l'incarico dopo aver fallito l'accesso ai play-off.
Il 13 giugno 2018 è annunciato come nuovo commissario tecnico ad interim della nazionale spagnola, due giorni prima dell’esordio al mondiale contro il Portogallo; sostituisce Julen Lopetegui, sollevato dall'incarico per aver tardato a comunicare al presidente federale Luis Rubiales l'accordo siglato con il Real Madrid per la stagione successiva (malgrado un rinnovo contrattuale con la federcalcio siglato appena due settimane prima). La Spagna uscirà dal mondiale agli ottavi di finale ai tiri di rigore contro i padroni di casa della Russia. L'8 luglio la federazione spagnola comunica che Hierro si è dimesso sia dal ruolo di dirigente sia da quello di CT; per sostituirlo viene scelto Luis Enrique.

## Statistiche

### Presenze e reti nei club
Statistiche aggiornate al 30 giugno 2005.
| Stagione               | Squadra                | Campionato             | Campionato | Campionato | Coppe nazionali | Coppe nazionali | Coppe nazionali | Coppe continentali | Coppe continentali | Coppe continentali | Altre coppe | Altre coppe | Altre coppe | Totale | Totale |
| Stagione               | Squadra                | Comp                   | Pres       | Reti       | Comp            | Pres            | Reti            | Comp               | Pres               | Reti               | Comp        | Pres        | Reti        | Pres   | Reti   |
| ---------------------- | ---------------------- | ---------------------- | ---------- | ---------- | --------------- | --------------- | --------------- | ------------------ | ------------------ | ------------------ | ----------- | ----------- | ----------- | ------ | ------ |
| 1987-1988              | Real Valladolid        | PD                     | 29         | 1          | CR              | 2               | 0               | -                  | -                  | -                  | -           | -           | -           | 31     | 1      |
| 1988-1989              | Real Valladolid        | PD                     | 29         | 2          | CR              | 6               | 0               | -                  | -                  | -                  | -           | -           | -           | 35     | 2      |
| Totale Real Valladolid | Totale Real Valladolid | Totale Real Valladolid | 58         | 3          |                 | 8               | 0               |                    | -                  | -                  |             | -           | -           | 66     | 3      |
| 1989-1990              | Real Madrid            | PD                     | 37         | 7          | CR              | 5               | 0               | CC                 | 4                  | 0                  | -           | -           | -           | 46     | 7      |
| 1990-1991              | Real Madrid            | PD                     | 35         | 7          | CR              | 1               | 0               | CC                 | 5                  | 1                  | SS          | 2           | 0           | 43     | 8      |
| 1991-1992              | Real Madrid            | PD                     | 37         | 21         | CR              | 7               | 3               | CU                 | 9                  | 2                  | -           | -           | -           | 53     | 26     |
| 1992-1993              | Real Madrid            | PD                     | 33         | 13         | CR              | 6               | 0               | CU                 | 6                  | 5                  | -           | -           | -           | 45     | 18     |
| 1993-1994              | Real Madrid            | PD                     | 34         | 10         | CR              | 3               | 0               | CdC                | 4                  | 1                  | SS+CIbr     | 2+1         | 0+1         | 44     | 12     |
| 1994-1995              | Real Madrid            | PD                     | 33         | 7          | CR              | 2               | 0               | CU                 | 5                  | 0                  | -           | -           | -           | 40     | 7      |
| 1995-1996              | Real Madrid            | PD                     | 31         | 7          | CR              | 2               | 0               | UCL                | 5                  | 1                  | SS          | 2           | 1           | 40     | 9      |
| 1996-1997              | Real Madrid            | PD                     | 39         | 6          | CR              | 6               | 2               | -                  | -                  | -                  | -           | -           | -           | 45     | 8      |
| 1997-1998              | Real Madrid            | PD                     | 28         | 3          | CR              | 1               | 0               | UCL                | 10                 | 3                  | SS          | 1           | 0           | 40     | 6      |
| 1998-1999              | Real Madrid            | PD                     | 28         | 6          | CR              | 3               | 1               | UCL                | 7                  | 1                  | SU+CInt     | 1+1         | 0           | 40     | 8      |
| 1999-2000              | Real Madrid            | PD                     | 20         | 5          | CR              | 2               | 0               | UCL                | 10                 | 1                  | Cmc         | 4           | 1           | 36     | 7      |
| 2000-2001              | Real Madrid            | PD                     | 29         | 5          | CR              | 1               | 0               | UCL                | 12                 | 1                  | SU+CInt     | 0+1         | 0           | 43     | 6      |
| 2001-2002              | Real Madrid            | PD                     | 30         | 5          | CR              | 3               | 0               | UCL                | 14                 | 0                  | SS          | 2           | 0           | 49     | 5      |
| 2002-2003              | Real Madrid            | PD                     | 25         | 0          | CR              | 1               | 1               | UCL                | 10                 | 0                  | SU+CInt     | 1+1         | 0           | 38     | 1      |
| Totale Real Madrid     | Totale Real Madrid     | Totale Real Madrid     | 439        | 102        |                 | 43              | 7               |                    | 101                | 16                 |             | 19          | 3           | 602    | 128    |
| 2003-2004              | Al-Rayyan              | QSL                    | 19         | 3          | EQC             | 0               | 0               | -                  | -                  | -                  | -           | -           | -           | 19     | 3      |
| 2004-2005              | Bolton                 | PL                     | 29         | 1          | FACup+CdL       | 4+2             | 0               | -                  | -                  | -                  | -           | -           | -           | 35     | 1      |
| Totale carriera        | Totale carriera        | Totale carriera        | 545        | 109        |                 | 57              | 7               |                    | 101                | 16                 |             | 19          | 2           | 722    | 135    |

### Cronologia presenze e reti in nazionale
| Cronologia completa delle presenze e delle reti in nazionale ― Spagna | Cronologia completa delle presenze e delle reti in nazionale ― Spagna | Cronologia completa delle presenze e delle reti in nazionale ― Spagna | Cronologia completa delle presenze e delle reti in nazionale ― Spagna | Cronologia completa delle presenze e delle reti in nazionale ― Spagna | Cronologia completa delle presenze e delle reti in nazionale ― Spagna | Cronologia completa delle presenze e delle reti in nazionale ― Spagna | Cronologia completa delle presenze e delle reti in nazionale ― Spagna |
| Data                                                                  | Città                                                                 | In casa                                                               | Risultato                                                             | Ospiti                                                                | Competizione                                                          | Reti                                                                  | Note                                                                  |
| --------------------------------------------------------------------- | --------------------------------------------------------------------- | --------------------------------------------------------------------- | --------------------------------------------------------------------- | --------------------------------------------------------------------- | --------------------------------------------------------------------- | --------------------------------------------------------------------- | --------------------------------------------------------------------- |
| 20-9-1989                                                             | La Coruña                                                             | Spagna                                                                | 1 – 0                                                                 | Polonia                                                               | Amichevole                                                            | -                                                                     | 23’                                                                   |
| 11-10-1989                                                            | Budapest                                                              | Ungheria                                                              | 2 – 2                                                                 | Spagna                                                                | Qual. Mondiali 1990                                                   | -                                                                     | 84’                                                                   |
| 19-12-1990                                                            | Siviglia                                                              | Spagna                                                                | 9 – 0                                                                 | Albania                                                               | Qual. Euro 1992                                                       | 1                                                                     |                                                                       |
| 16-1-1991                                                             | Castellón de la Plana                                                 | Spagna                                                                | 1 – 1                                                                 | Portogallo                                                            | Amichevole                                                            | -                                                                     |                                                                       |
| 25-9-1991                                                             | Reykjavík                                                             | Islanda                                                               | 2 – 0                                                                 | Spagna                                                                | Qual. Euro 1992                                                       | -                                                                     |                                                                       |
| 12-10-1991                                                            | Siviglia                                                              | Spagna                                                                | 1 – 2                                                                 | Francia                                                               | Qual. Euro 1992                                                       | -                                                                     |                                                                       |
| 13-11-1991                                                            | Siviglia                                                              | Spagna                                                                | 2 – 1                                                                 | Cecoslovacchia                                                        | Qual. Euro 1992                                                       | -                                                                     |                                                                       |
| 15-1-1992                                                             | Torres Novas                                                          | Portogallo                                                            | 0 – 0                                                                 | Spagna                                                                | Amichevole                                                            | -                                                                     |                                                                       |
| 19-2-1992                                                             | Valencia                                                              | Spagna                                                                | 1 – 1                                                                 | Comunità degli Stati Indipendenti                                     | Amichevole                                                            | 1                                                                     |                                                                       |
| 11-3-1992                                                             | Valladolid                                                            | Spagna                                                                | 2 – 0                                                                 | Stati Uniti                                                           | Amichevole                                                            | 1                                                                     |                                                                       |
| 22-4-1992                                                             | Siviglia                                                              | Spagna                                                                | 3 – 0                                                                 | Albania                                                               | Amichevole                                                            | 1                                                                     |                                                                       |
| 14-10-1992                                                            | Belfast                                                               | Irlanda del Nord                                                      | 0 – 0                                                                 | Spagna                                                                | Qual. Mondiali 1994                                                   | -                                                                     |                                                                       |
| 18-11-1992                                                            | Siviglia                                                              | Spagna                                                                | 0 – 0                                                                 | Irlanda                                                               | Qual. Mondiali 1994                                                   | -                                                                     |                                                                       |
| 28-4-1993                                                             | Siviglia                                                              | Spagna                                                                | 3 – 1                                                                 | Irlanda del Nord                                                      | Qual. Mondiali 1994                                                   | 1                                                                     |                                                                       |
| 2-6-1993                                                              | Vilnius                                                               | Lituania                                                              | 0 – 2                                                                 | Spagna                                                                | Qual. Mondiali 1994                                                   | -                                                                     | Cap.                                                                  |
| 8-9-1993                                                              | Valladolid                                                            | Spagna                                                                | 2 – 0                                                                 | Cile                                                                  | Amichevole                                                            | -                                                                     |                                                                       |
| 22-9-1993                                                             | Tirana                                                                | Albania                                                               | 1 – 5                                                                 | Spagna                                                                | Qual. Mondiali 1994                                                   | -                                                                     |                                                                       |
| 13-10-1993                                                            | Dublino                                                               | Irlanda                                                               | 1 – 3                                                                 | Spagna                                                                | Qual. Mondiali 1994                                                   | -                                                                     | 80’                                                                   |
| 17-11-1993                                                            | Siviglia                                                              | Spagna                                                                | 1 – 0                                                                 | Danimarca                                                             | Qual. Mondiali 1994                                                   | 1                                                                     |                                                                       |
| 19-1-1994                                                             | Vigo                                                                  | Spagna                                                                | 2 – 2                                                                 | Portogallo                                                            | Amichevole                                                            | -                                                                     | 46’                                                                   |
| 9-2-1994                                                              | Santa Cruz de Tenerife                                                | Spagna                                                                | 1 – 1                                                                 | Polonia                                                               | Amichevole                                                            | -                                                                     | 46’                                                                   |
| 23-3-1994                                                             | Valencia                                                              | Spagna                                                                | 0 – 1                                                                 | Croazia                                                               | Amichevole                                                            | -                                                                     | 46’                                                                   |
| 2-6-1994                                                              | Tampere                                                               | Finlandia                                                             | 1 – 2                                                                 | Spagna                                                                | Amichevole                                                            | -                                                                     |                                                                       |
| 17-6-1994                                                             | Dallas                                                                | Corea del Sud                                                         | 2 – 2                                                                 | Spagna                                                                | Mondiali 1994 - 1º turno                                              | -                                                                     |                                                                       |
| 21-6-1994                                                             | Chicago                                                               | Germania                                                              | 1 – 1                                                                 | Spagna                                                                | Mondiali 1994 - 1º turno                                              | -                                                                     | 53’                                                                   |
| 27-6-1994                                                             | Chicago                                                               | Bolivia                                                               | 1 – 3                                                                 | Spagna                                                                | Mondiali 1994 - 1º turno                                              | -                                                                     | 46’                                                                   |
| 2-7-1994                                                              | Washington                                                            | Spagna                                                                | 3 – 0                                                                 | Svizzera                                                              | Mondiali 1994 - Ottavi di finale                                      | 1                                                                     | 75’                                                                   |
| 9-7-1994                                                              | Boston                                                                | Italia                                                                | 2 – 1                                                                 | Spagna                                                                | Mondiali 1994 - Quarti di finale                                      | -                                                                     | 64’                                                                   |
| 7-9-1994                                                              | Limassol                                                              | Cipro                                                                 | 1 – 2                                                                 | Spagna                                                                | Qual. Euro 1996                                                       | -                                                                     |                                                                       |
| 12-10-1994                                                            | Skopje                                                                | Macedonia                                                             | 0 – 2                                                                 | Spagna                                                                | Qual. Euro 1996                                                       | -                                                                     |                                                                       |
| 30-11-1994                                                            | Malaga                                                                | Spagna                                                                | 2 – 0                                                                 | Finlandia                                                             | Amichevole                                                            | -                                                                     | Cap.                                                                  |
| 17-12-1994                                                            | Bruxelles                                                             | Belgio                                                                | 1 – 4                                                                 | Spagna                                                                | Qual. Euro 1996                                                       | 1                                                                     |                                                                       |
| 18-1-1995                                                             | La Coruña                                                             | Spagna                                                                | 2 – 2                                                                 | Uruguay                                                               | Amichevole                                                            | -                                                                     | 55’                                                                   |
| 22-2-1995                                                             | Jerez de la Frontera                                                  | Spagna                                                                | 0 – 0                                                                 | Germania                                                              | Amichevole                                                            | -                                                                     | 34’                                                                   |
| 29-3-1995                                                             | Siviglia                                                              | Spagna                                                                | 1 – 1                                                                 | Belgio                                                                | Qual. Euro 1996                                                       | -                                                                     | 59’                                                                   |
| 7-6-1995                                                              | Siviglia                                                              | Spagna                                                                | 1 – 0                                                                 | Armenia                                                               | Qual. Euro 1996                                                       | 1                                                                     |                                                                       |
| 6-9-1995                                                              | Granada                                                               | Spagna                                                                | 6 – 0                                                                 | Cipro                                                                 | Qual. Euro 1996                                                       | 1                                                                     |                                                                       |
| 20-9-1995                                                             | Madrid                                                                | Spagna                                                                | 2 – 1                                                                 | Argentina                                                             | Amichevole                                                            | -                                                                     | 46’                                                                   |
| 11-10-1995                                                            | Copenaghen                                                            | Danimarca                                                             | 1 – 1                                                                 | Spagna                                                                | Qual. Euro 1996                                                       | 1                                                                     |                                                                       |
| 7-2-1996                                                              | Las Palmas                                                            | Spagna                                                                | 1 – 0                                                                 | Norvegia                                                              | Amichevole                                                            | -                                                                     | Cap. 46’                                                              |
| 24-4-1996                                                             | Oslo                                                                  | Norvegia                                                              | 0 – 0                                                                 | Spagna                                                                | Amichevole                                                            | -                                                                     | 53’                                                                   |
| 9-6-1996                                                              | Leeds                                                                 | Bulgaria                                                              | 1 – 1                                                                 | Spagna                                                                | Euro 1996 - 1º turno                                                  | -                                                                     |                                                                       |
| 15-6-1996                                                             | Leeds                                                                 | Francia                                                               | 1 – 1                                                                 | Spagna                                                                | Euro 1996 - 1º turno                                                  | -                                                                     |                                                                       |
| 18-6-1996                                                             | Leeds                                                                 | Romania                                                               | 1 – 2                                                                 | Spagna                                                                | Euro 1996 - 1º turno                                                  | -                                                                     |                                                                       |
| 22-6-1996                                                             | Londra                                                                | Spagna                                                                | 0 – 0 dts (2 – 4 dtr)                                                 | Inghilterra                                                           | Euro 1996 - Quarti di finale                                          | -                                                                     |                                                                       |
| 4-9-1996                                                              | Toftir                                                                | Fær Øer                                                               | 2 – 6                                                                 | Spagna                                                                | Qual. Mondiali 1998                                                   | 1                                                                     |                                                                       |
| 9-10-1996                                                             | Praga                                                                 | Rep. Ceca                                                             | 0 – 0                                                                 | Spagna                                                                | Qual. Mondiali 1998                                                   | -                                                                     |                                                                       |
| 13-11-1996                                                            | Santa Cruz de Tenerife                                                | Spagna                                                                | 4 – 1                                                                 | Slovacchia                                                            | Qual. Mondiali 1998                                                   | 1                                                                     | 75’                                                                   |
| 12-2-1997                                                             | Alicante                                                              | Spagna                                                                | 4 – 0                                                                 | Malta                                                                 | Qual. Mondiali 1998                                                   | -                                                                     | 46’                                                                   |
| 30-4-1997                                                             | Belgrado                                                              | Jugoslavia                                                            | 1 – 1                                                                 | Spagna                                                                | Qual. Mondiali 1998                                                   | 1                                                                     | 15’                                                                   |
| 8-6-1997                                                              | Valladolid                                                            | Spagna                                                                | 1 – 0                                                                 | Rep. Ceca                                                             | Qual. Mondiali 1998                                                   | 1                                                                     |                                                                       |
| 24-9-1997                                                             | Bratislava                                                            | Slovacchia                                                            | 1 – 2                                                                 | Spagna                                                                | Qual. Mondiali 1998                                                   | -                                                                     |                                                                       |
| 11-10-1997                                                            | Gijón                                                                 | Spagna                                                                | 3 – 1                                                                 | Fær Øer                                                               | Qual. Mondiali 1998                                                   | -                                                                     | 57’                                                                   |
| 19-11-1997                                                            | Palma di Maiorca                                                      | Spagna                                                                | 1 – 1                                                                 | Romania                                                               | Amichevole                                                            | -                                                                     | 46’                                                                   |
| 25-3-1998                                                             | Vigo                                                                  | Spagna                                                                | 4 – 0                                                                 | Svezia                                                                | Amichevole                                                            | -                                                                     | 46’                                                                   |
| 13-6-1998                                                             | Nantes                                                                | Spagna                                                                | 2 – 3                                                                 | Nigeria                                                               | Mondiali 1998 - 1º turno                                              | 1                                                                     |                                                                       |
| 19-6-1998                                                             | Saint-Étienne                                                         | Spagna                                                                | 0 – 0                                                                 | Paraguay                                                              | Mondiali 1998 - 1º turno                                              | -                                                                     |                                                                       |
| 24-6-1998                                                             | Lens                                                                  | Spagna                                                                | 6 – 1                                                                 | Bulgaria                                                              | Mondiali 1998 - 1º turno                                              | 1                                                                     |                                                                       |
| 5-9-1998                                                              | Limassol                                                              | Cipro                                                                 | 3 – 2                                                                 | Spagna                                                                | Qual. Euro 2000                                                       | -                                                                     | Cap.                                                                  |
| 23-9-1998                                                             | Granada                                                               | Spagna                                                                | 1 – 0                                                                 | Russia                                                                | Amichevole                                                            | -                                                                     | Cap. 90’                                                              |
| 14-10-1998                                                            | Tel Aviv                                                              | Israele                                                               | 1 – 2                                                                 | Spagna                                                                | Qual. Euro 2000                                                       | 1                                                                     | Cap. 12’                                                              |
| 27-3-1999                                                             | Valencia                                                              | Spagna                                                                | 9 – 0                                                                 | Austria                                                               | Qual. Euro 2000                                                       | 1                                                                     | Cap. 82’                                                              |
| 5-5-1999                                                              | Siviglia                                                              | Spagna                                                                | 3 – 1                                                                 | Croazia                                                               | Amichevole                                                            | 1                                                                     | Cap. 56’ 85’                                                          |
| 5-6-1999                                                              | Vila-real                                                             | Spagna                                                                | 9 – 0                                                                 | San Marino                                                            | Qual. Euro 2000                                                       | 1                                                                     | Cap.                                                                  |
| 4-9-1999                                                              | Vienna                                                                | Austria                                                               | 1 – 3                                                                 | Spagna                                                                | Qual. Euro 2000                                                       | 1                                                                     | Cap.                                                                  |
| 8-9-1999                                                              | Badajoz                                                               | Spagna                                                                | 8 – 0                                                                 | Cipro                                                                 | Qual. Euro 2000                                                       | 1                                                                     | Cap.                                                                  |
| 10-10-1999                                                            | Albacete                                                              | Spagna                                                                | 3 – 0                                                                 | Israele                                                               | Qual. Euro 2000                                                       | -                                                                     | Cap. 22’                                                              |
| 26-1-2000                                                             | Cartagena                                                             | Spagna                                                                | 3 – 0                                                                 | Polonia                                                               | Amichevole                                                            | -                                                                     |                                                                       |
| 23-2-2000                                                             | Spalato                                                               | Croazia                                                               | 0 – 0                                                                 | Spagna                                                                | Amichevole                                                            | -                                                                     | Cap. 17’ 46’                                                          |
| 3-6-2000                                                              | Göteborg                                                              | Svezia                                                                | 1 – 1                                                                 | Spagna                                                                | Amichevole                                                            | -                                                                     | Cap. 46’                                                              |
| 7-6-2000                                                              | Lussemburgo                                                           | Lussemburgo                                                           | 0 – 1                                                                 | Spagna                                                                | Amichevole                                                            | -                                                                     | 60’                                                                   |
| 13-6-2000                                                             | Rotterdam                                                             | Spagna                                                                | 0 – 1                                                                 | Norvegia                                                              | Euro 2000 - 1º turno                                                  | -                                                                     | Cap.                                                                  |
| 18-6-2000                                                             | Amsterdam                                                             | Slovenia                                                              | 1 – 2                                                                 | Spagna                                                                | Euro 2000 - 1º turno                                                  | -                                                                     | Cap.                                                                  |
| 7-10-2000                                                             | Madrid                                                                | Spagna                                                                | 2 – 0                                                                 | Israele                                                               | Qual. Mondiali 2002                                                   | 1                                                                     | Cap.                                                                  |
| 11-10-2000                                                            | Vienna                                                                | Austria                                                               | 1 – 1                                                                 | Spagna                                                                | Qual. Mondiali 2002                                                   | -                                                                     | Cap.                                                                  |
| 15-11-2000                                                            | Siviglia                                                              | Spagna                                                                | 1 – 2                                                                 | Paesi Bassi                                                           | Amichevole                                                            | 1                                                                     | Cap. 76’                                                              |
| 24-3-2001                                                             | Alicante                                                              | Spagna                                                                | 5 – 0                                                                 | Liechtenstein                                                         | Qual. Mondiali 2002                                                   | 1                                                                     | Cap.                                                                  |
| 28-3-2001                                                             | Valencia                                                              | Spagna                                                                | 2 – 1                                                                 | Francia                                                               | Amichevole                                                            | -                                                                     | Cap. 48’                                                              |
| 2-6-2001                                                              | Oviedo                                                                | Spagna                                                                | 4 – 1                                                                 | Bosnia ed Erzegovina                                                  | Qual. Mondiali 2002                                                   | 1                                                                     | Cap.                                                                  |
| 6-6-2001                                                              | Tel Aviv                                                              | Israele                                                               | 1 – 1                                                                 | Spagna                                                                | Qual. Mondiali 2002                                                   | -                                                                     | Cap.                                                                  |
| 1-9-2001                                                              | Valencia                                                              | Spagna                                                                | 4 – 0                                                                 | Austria                                                               | Qual. Mondiali 2002                                                   | -                                                                     | Cap.                                                                  |
| 5-9-2001                                                              | Vaduz                                                                 | Liechtenstein                                                         | 0 – 2                                                                 | Spagna                                                                | Qual. Mondiali 2002                                                   | -                                                                     | Cap. 46’                                                              |
| 14-11-2001                                                            | Huelva                                                                | Spagna                                                                | 1 – 0                                                                 | Messico                                                               | Amichevole                                                            | -                                                                     | Cap.                                                                  |
| 27-3-2002                                                             | Rotterdam                                                             | Paesi Bassi                                                           | 1 – 0                                                                 | Spagna                                                                | Amichevole                                                            | -                                                                     | Cap. 46’                                                              |
| 17-4-2002                                                             | Belfast                                                               | Irlanda del Nord                                                      | 0 – 5                                                                 | Spagna                                                                | Amichevole                                                            | -                                                                     | Cap. 73’                                                              |
| 2-6-2002                                                              | Gwangju                                                               | Spagna                                                                | 3 – 1                                                                 | Slovenia                                                              | Mondiali 2002 - 1º turno                                              | 1                                                                     | Cap.                                                                  |
| 7-6-2002                                                              | Jeonju                                                                | Spagna                                                                | 3 – 1                                                                 | Paraguay                                                              | Mondiali 2002 - 1º turno                                              | 1                                                                     | Cap.                                                                  |
| 16-6-2002                                                             | Suwon                                                                 | Spagna                                                                | 1 – 1 dts (3 – 2 dtr)                                                 | Irlanda                                                               | Mondiali 2002 - Ottavi di finale                                      | -                                                                     | Cap. 89’                                                              |
| 22-6-2002                                                             | Gwangju                                                               | Spagna                                                                | 0 – 0 dts (3 – 5 dtr)                                                 | Corea del Sud                                                         | Mondiali 2002 - Quarti di finale                                      | -                                                                     | Cap.                                                                  |
| Totale                                                                |                                                                       | Presenze                                                              | 89                                                                    |                                                                       | Reti (6º posto)                                                       | 29                                                                    |                                                                       |

### Statistiche da allenatore

#### Club
Statistiche aggiornate al 30 maggio 2017.
| Stagione        | Squadra         | Campionato      | Campionato | Campionato | Campionato | Campionato | Coppe nazionali | Coppe nazionali | Coppe nazionali | Coppe nazionali | Coppe nazionali | Coppe continentali | Coppe continentali | Coppe continentali | Coppe continentali | Coppe continentali | Altre coppe | Altre coppe | Altre coppe | Altre coppe | Altre coppe | Totale | Totale | Totale | Totale | % Vittorie | Piazzamento |
| Stagione        | Squadra         | Comp            | G          | V          | N          | P          | Comp            | G               | V               | N               | P               | Comp               | G                  | V                  | N                  | P                  | Comp        | G           | V           | N           | P           | G      | V      | N      | P      | %          | Piazzamento |
| --------------- | --------------- | --------------- | ---------- | ---------- | ---------- | ---------- | --------------- | --------------- | --------------- | --------------- | --------------- | ------------------ | ------------------ | ------------------ | ------------------ | ------------------ | ----------- | ----------- | ----------- | ----------- | ----------- | ------ | ------ | ------ | ------ | ---------- | ----------- |
| 2016-2017       | Real Oviedo     | SD              | 42         | 17         | 10         | 15         | CR              | 1               | 0               | 0               | 1               | -                  | -                  | -                  | -                  | -                  | -           | -           | -           | -           | -           | 43     | 17     | 10     | 16     | 39,53      | 8º          |
| Totale carriera | Totale carriera | Totale carriera | 42         | 17         | 10         | 15         |                 | 1               | 0               | 0               | 1               |                    | -                  | -                  | -                  | -                  |             | -           | -           | -           | -           | 43     | 17     | 10     | 16     | 39,53      |             |

#### Nazionale
Statistiche aggiornate al 1º luglio 2018.
| Squadra | Naz               | dal            | all'          | Record | Record | Record | Record     | Record | Record | Record | Record |
| G       | V                 | N              | P             | GF     | GS     | DR     | % Vittorie |        |        |        |        |
| ------- | ----------------- | -------------- | ------------- | ------ | ------ | ------ | ---------- | ------ | ------ | ------ | ------ |
| Spagna  | Spagna (bandiera) | 13 giugno 2018 | 8 luglio 2018 | 4      | 1      | 3      | 0          | 7      | 6      | +1     | 25,00  |

##### Nazionale spagnola nel dettaglio
| 2018          | Spagna        | Mondiale 2018 | Ottavi di finale | 4 | 1 | 3 | 0 | 25,00 | 7 | 6 | +1 |
| Dal 2018      | Spagna        | Amichevoli    |                  | 0 | 0 | 0 | 0 | —     | 0 | 0 | 0  |
| Totale Spagna | Totale Spagna | Totale Spagna | Totale Spagna    | 4 | 1 | 3 | 0 | 25,00 | 7 | 6 | +1 |

#### Panchine da commissario tecnico della nazionale spagnola
| Cronologia completa delle presenze e delle reti in nazionale ― Spagna | Cronologia completa delle presenze e delle reti in nazionale ― Spagna | Cronologia completa delle presenze e delle reti in nazionale ― Spagna | Cronologia completa delle presenze e delle reti in nazionale ― Spagna | Cronologia completa delle presenze e delle reti in nazionale ― Spagna | Cronologia completa delle presenze e delle reti in nazionale ― Spagna | Cronologia completa delle presenze e delle reti in nazionale ― Spagna | Cronologia completa delle presenze e delle reti in nazionale ― Spagna |
| Data                                                                  | Città                                                                 | In casa                                                               | Risultato                                                             | Ospiti                                                                | Competizione                                                          | Reti                                                                  | Note                                                                  |
| --------------------------------------------------------------------- | --------------------------------------------------------------------- | --------------------------------------------------------------------- | --------------------------------------------------------------------- | --------------------------------------------------------------------- | --------------------------------------------------------------------- | --------------------------------------------------------------------- | --------------------------------------------------------------------- |
| 15-6-2018                                                             | Soči                                                                  | Portogallo                                                            | 3 – 3                                                                 | Spagna                                                                | Mondiali 2018 - 1º turno                                              | 2 Diego Costa Nacho                                                   | Cap:S. Ramos                                                          |
| 20-6-2018                                                             | Kazan'                                                                | Iran                                                                  | 0 – 1                                                                 | Spagna                                                                | Mondiali 2018 - 1º turno                                              | Diego Costa                                                           | Cap:S. Ramos                                                          |
| 25-6-2018                                                             | Kaliningrad                                                           | Spagna                                                                | 2 – 2                                                                 | Marocco                                                               | Mondiali 2018 - 1º turno                                              | Isco Aspas                                                            | Cap:S. Ramos                                                          |
| 1-7-2018                                                              | Mosca                                                                 | Spagna                                                                | 1 – 1 dts (3-4 dtr)                                                   | Russia                                                                | Mondiali 2018 - Ottavi di finale                                      | autorete                                                              | Cap:S. Ramos                                                          |
| Totale                                                                |                                                                       | Presenze                                                              | 4                                                                     |                                                                       | Reti                                                                  | 7                                                                     |                                                                       |

## Palmarès

### Giocatore

#### Club

##### Competizioni nazionali
- Campionato spagnolo: 5

Real Madrid: 1989-1990, 1994-1995, 1996-1997, 2000-2001, 2002-2003
- Coppa di Spagna: 1

Real Madrid: 1992-1993
- Supercoppa di Spagna: 4

Real Madrid: 1990, 1993, 1997, 2001

##### Competizioni internazionali
- Coppa Iberoamericana: 1

Real Madrid: 1994
- UEFA Champions League: 3

Real Madrid: 1997-1998, 1999-2000, 2001-2002
- Coppa Intercontinentale: 2

Real Madrid: 1998, 2002
- Supercoppa UEFA: 1

Real Madrid: 2002

#### Individuale
- ESM Team of the Year: 2

1996-1997, 1997-1998
- UEFA Club Football Awards: 1

Miglior difensore: 1997-1998